# 计一彪
计一彪，苏州人，评弹演员、喜剧演员。上海消防总队金盾文工团演员。1986年毕业于苏州市评弹学校，因无搭档曾改唱通俗歌曲、跳霹雳舞，又曾与韦梦搭档唱评弹。1993年加入公安部金盾艺术团，此后常亮相荧屏并曾接拍电视剧。
因出演上海情景喜剧《开心公寓》中的“娘娘腔”经理乔光为上海观众所熟知。
2000年，表演相声《英雄本色》，获中央电视台首届大红鹰杯相声大赛优胜奖。
2008年参加上海东方电视台《笑林大会——上海十大笑星大赛》，入选上海十大笑星，成为唯一非滑稽戏演员的上海十大笑星。同年也获“最受观众喜爱的笑星”称号。

## 家庭
父母是苏州滑稽剧团演员，父亲计玉堂。妻子韦梦，评弹演员。